# Rosas Ferrer
Viveros Francisco Ferrer es un negocio familiar de horticultura valenciano, España. Fundado por Francisco Ferrer Martí con una especial dedicación del vivero al cultivo y obtención de nuevas variedades de rosas desde 1944. Francisco Ferrer fue un rosalista valenciano, uno de los grandes creadores de rosas del mundo.
Actualmente "Viveros Francisco Ferrer y Universal Plantas", son empresas con una tradición de más de 70 años especializadas en el cultivo, comercialización y asesoramiento técnico de plantas de rosal. Controla varias sociedades hortícolas responsables de la hibridación, la selección, el cultivo, la venta y la protección de las especies desarrolladas o seleccionadas entre las especies del grupo.
Comercializan Obtenciones de rosas de la casa Meilland además de sus propios obtentores.

## Historia
Francisco Ferrer Martí (1919-2004) fue el líder de una importante saga de productores. Francisco Ferrer, fundador de los actuales Viveros Francisco Ferrer, dio sus primeros pasos en los establecimientos de José Galán, sitos en Alacuás y Chirivella en la provincia de Valencia. El vivero de Galán, ya en los años 50, tenía una producción de rosales anual que sobrepasaba los 150 000, destinados en gran parte para la exportación.
Francisco Ferrer se formó a partir de 1944 como rosalista en San Felíu de Llobregat y San Juan Despí con los rosalistas, Dot, Munné y Camprubí.
Pedro Dot le enseñó sus técnicas de hibridación. Además de producir rosas de otros hibridadores extranjeros y de mantener una importante empresa viverística, ha sido el creador de veinte y cuatro variedades de nuevas rosas.
Con él se inicia una saga familiar de productores de rosales, integrada por sus hijos Matilde, Francisco y José Ferrer Sena, todos ellos al frente de varias empresas del sector. 
Suya es la rosa del milenario de Sant Feliu (2002), R. 'Barcelona', R. 'Vanesa Campello', por citar algunas de las más de 50 creaciones.
En la década de 1980 se fusionaron las empresas de la misma familia de "Viveros Francisco Ferrer" de Chiva (Valencia) y "Universal Plantas" de Sevilla en la nueva empresa "Viveros Francisco Ferrer y Universal Plantas".
Matilde Ferrer continúa la tradición de la hibridación para conseguir nuevas variedades de rosas. Así en 2013, Matilde Ferrer consiguió cuatro variedades nuevas, entre ellas 'Blasco Ibáñez' y 'George Mustaki'.
Así mismo Matilde Ferrer como diseñadora de rosaledas, durante los años 2012 y 2013 efectuó una remodelación de la Rosaleda Dr. López Rosat, quedando conformada con un diseño geométrico de los parterres de cultivo que rodean a una gran fuente circular. Los rosales fueron plantados por el equipo de Matilde Ferrer y colaboradores.
La Asociación Española de la Rosa, está presidida por Matilde Ferrer.

## Equipamientos
Dispone de una superficie total de cultivo de más de 40 hectáreas que agrupan los terrenos que poseen en Sevilla y Valencia. Además, cuenta con unas instalaciones de vanguardia para el cultivo protegido dotadas de la tecnología más avanzada para la producción de plantas de rosal con 8000 m² cubiertos entre invernaderos, viveros y cámaras frigoríficas.
En las instalaciones de Chiva en Valencia alberga:
- La "Rosaleda F. Ferrer Martí", que funciona como muestrario de las variedades más solicitadas
- La Colección VFF, un espacio dedicado a la historia de la rosa que cuenta con 25 especies botánicas, 50 variedades antiguas y más de 300 variedades de rosas modernas.

Ambas rosaledas son visitables por el público en general previa cita.

## Algunas creaciones de la familia Ferrer

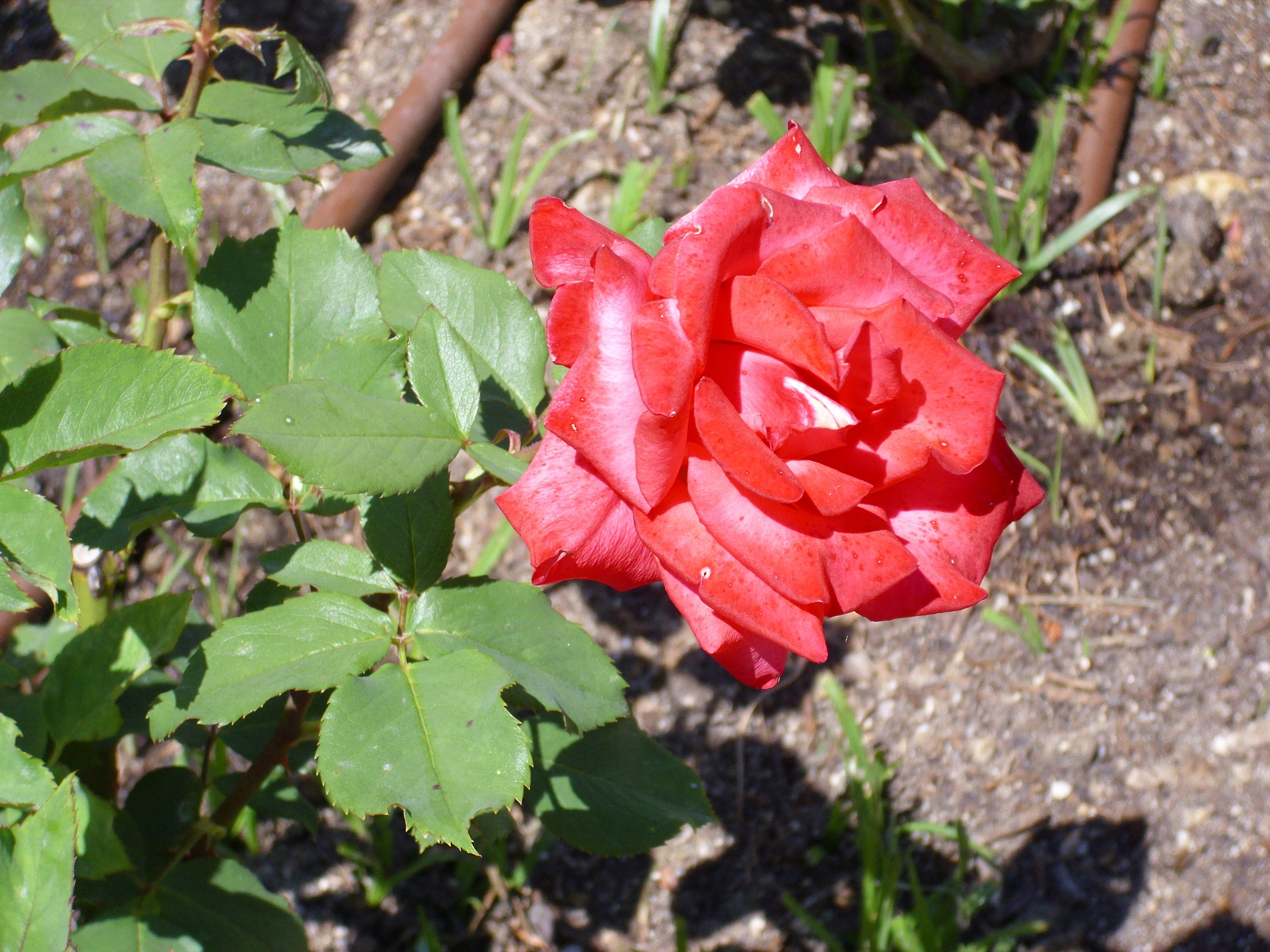
Rosa 'Rocío Elías' Viveros F. Ferrer 1988.
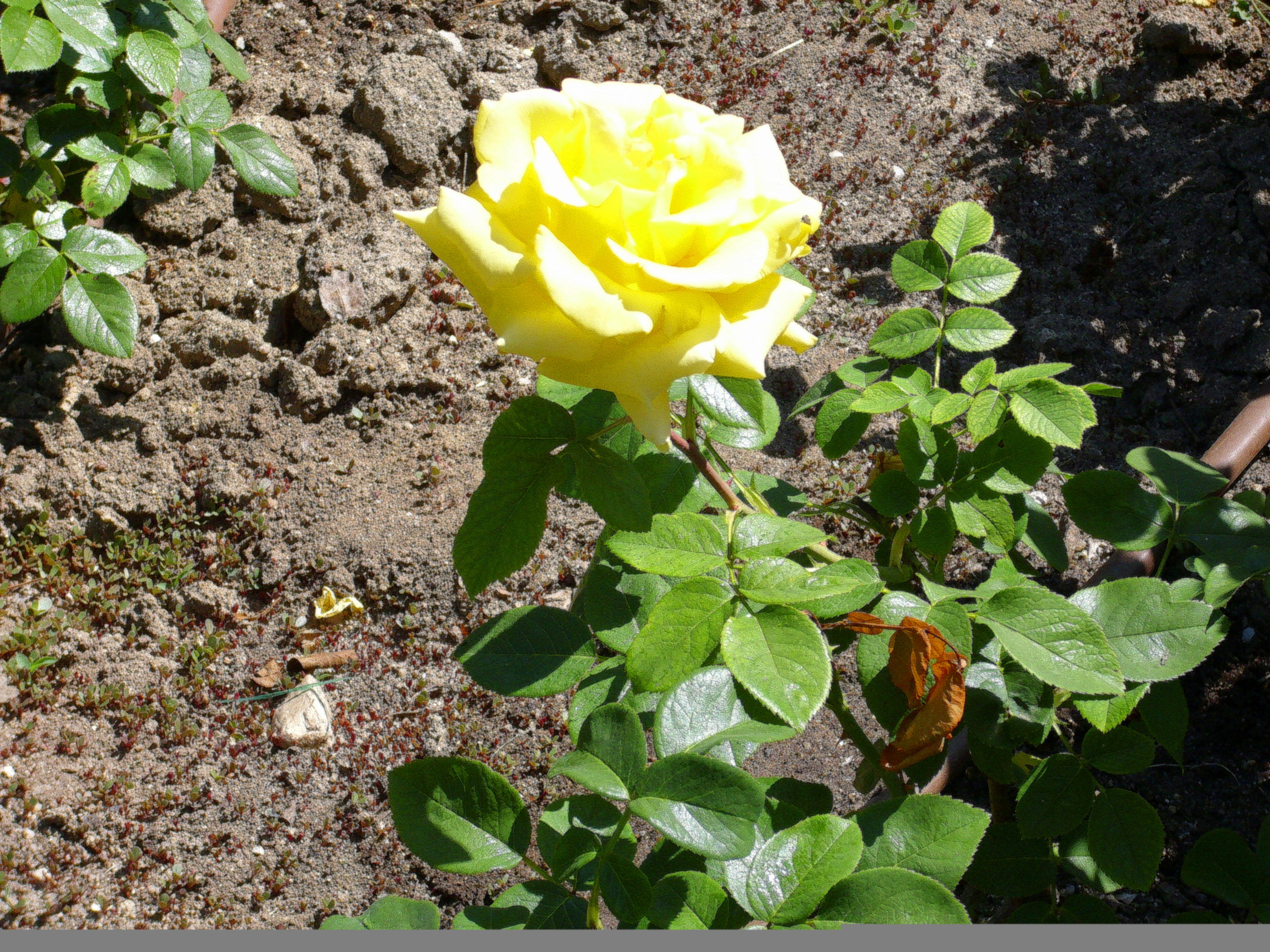
Rosa 'Condesa de Barcelona' F. Ferrer 1988.
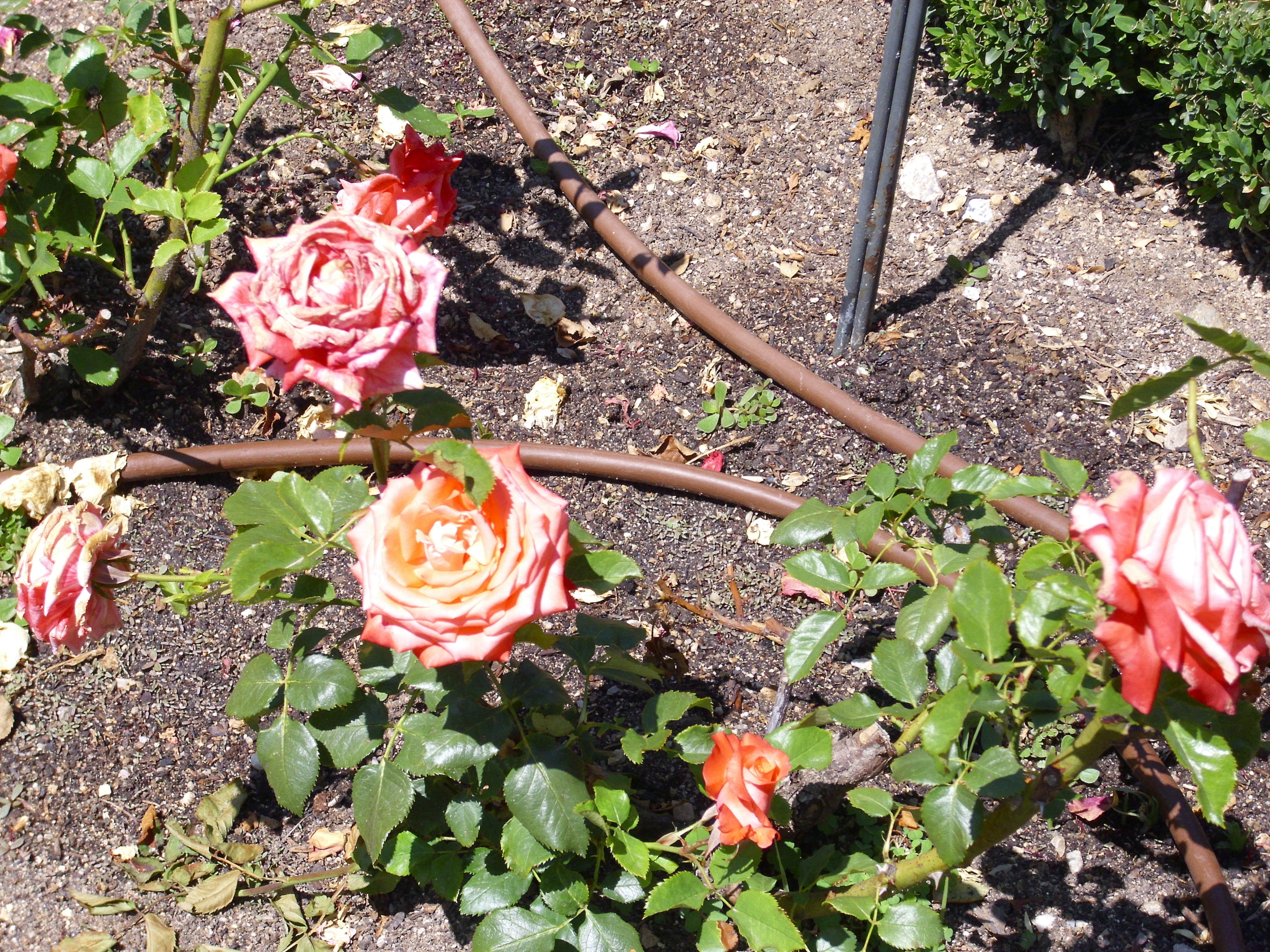
Rosa 'FEpionaje' Viveros F. Ferrer 1993.
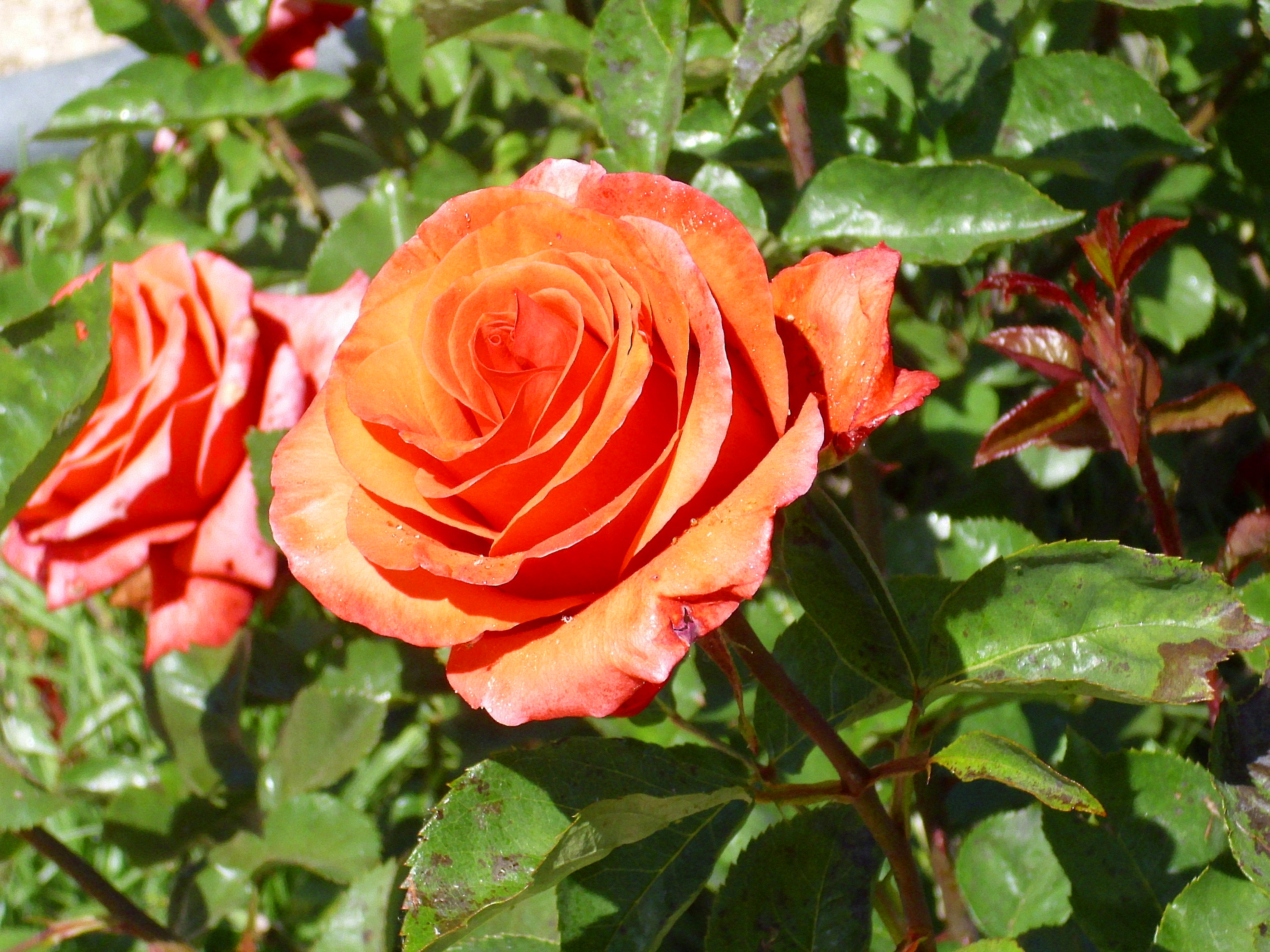
Rosa 'Juli de Sala' Viveros F. Ferrer 1994.
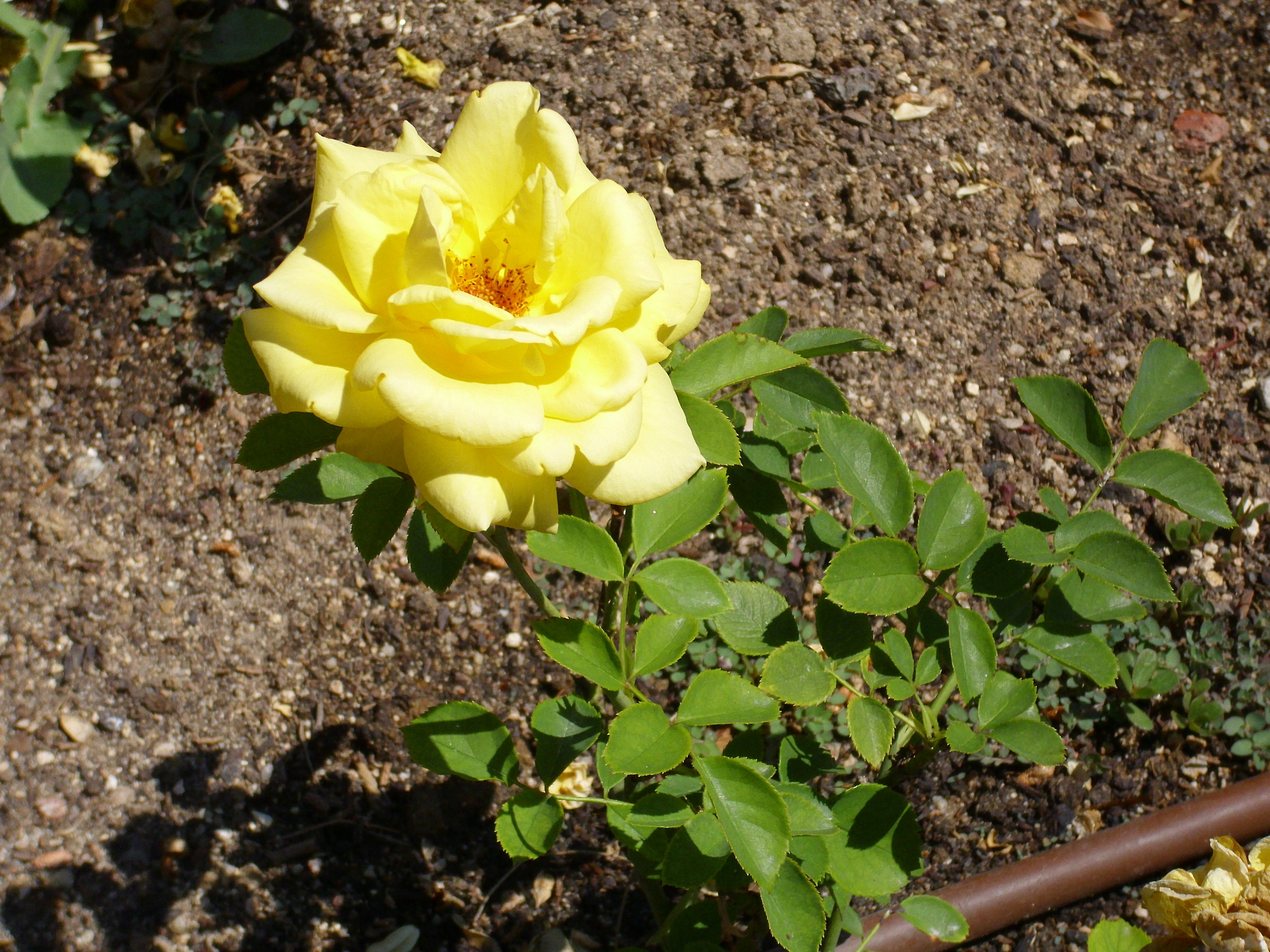
Rosa 'Lourdes Arroyo' Viveros F. Ferrer 1994.
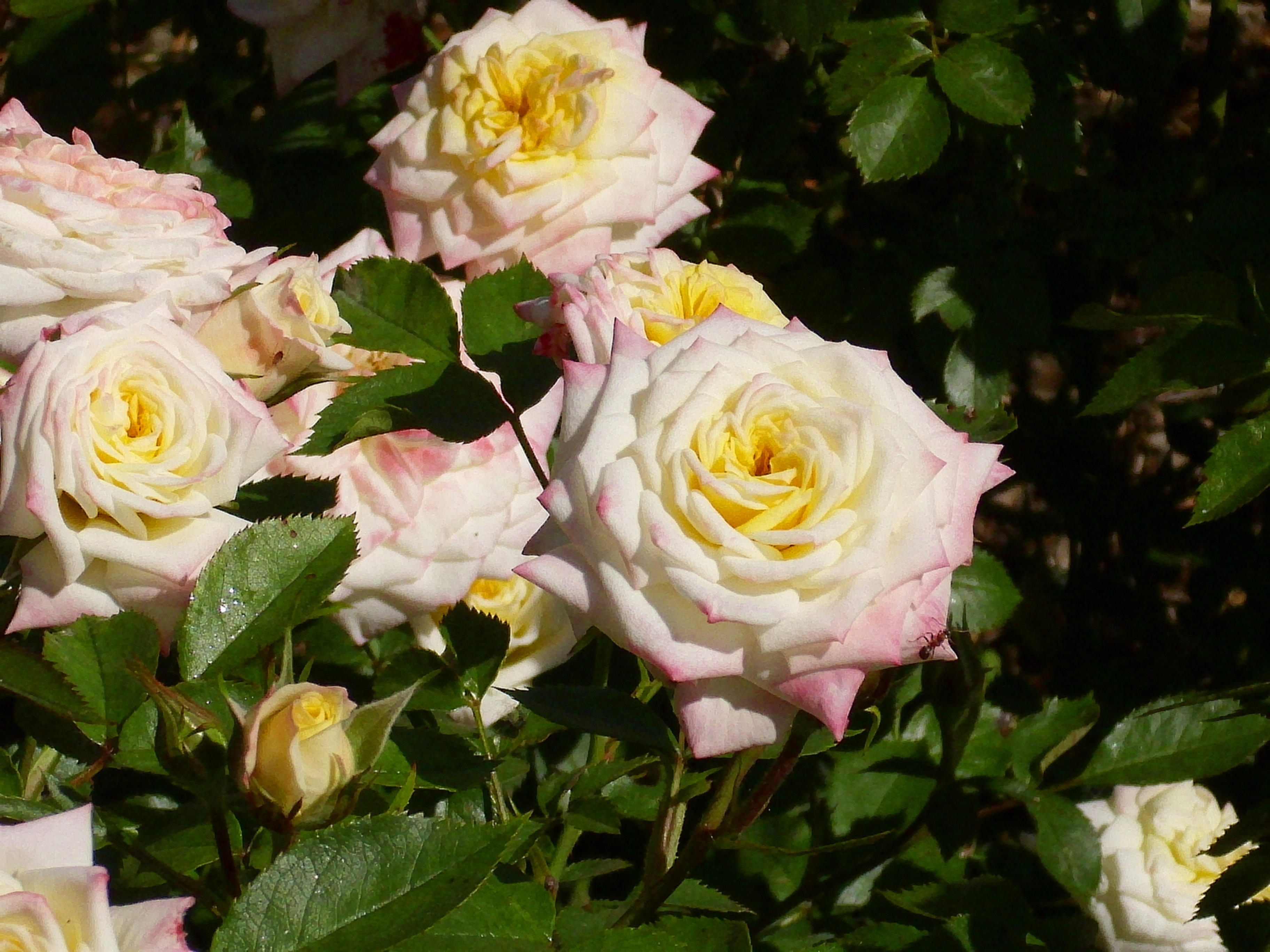
Rosa 'Venus' Viveros F. Ferrer 1996.
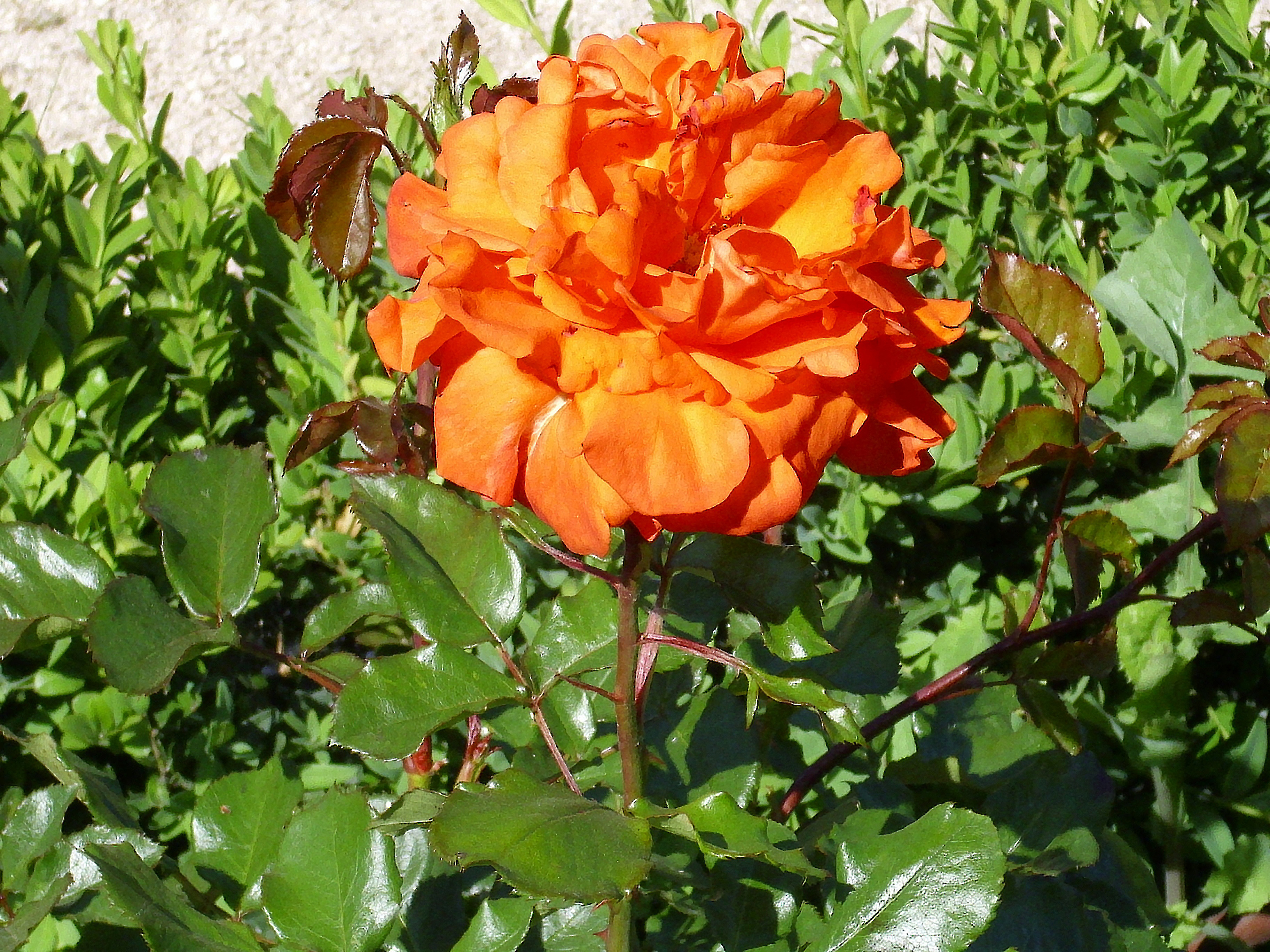
Rosa 'FEgesa' Viveros F. Ferrer 1999.
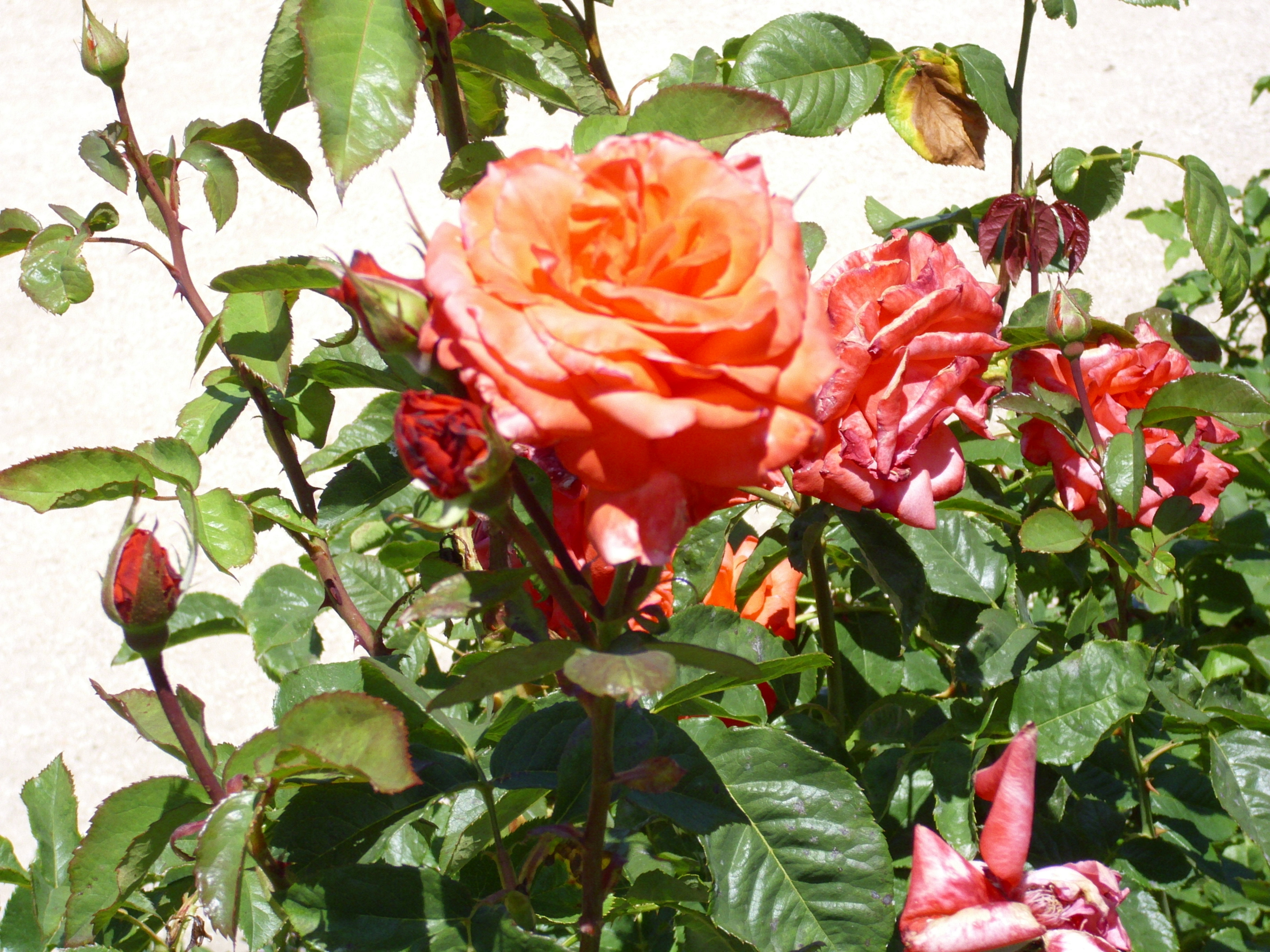
Rosa 'F95040' Viveros F. Ferrer 2002.
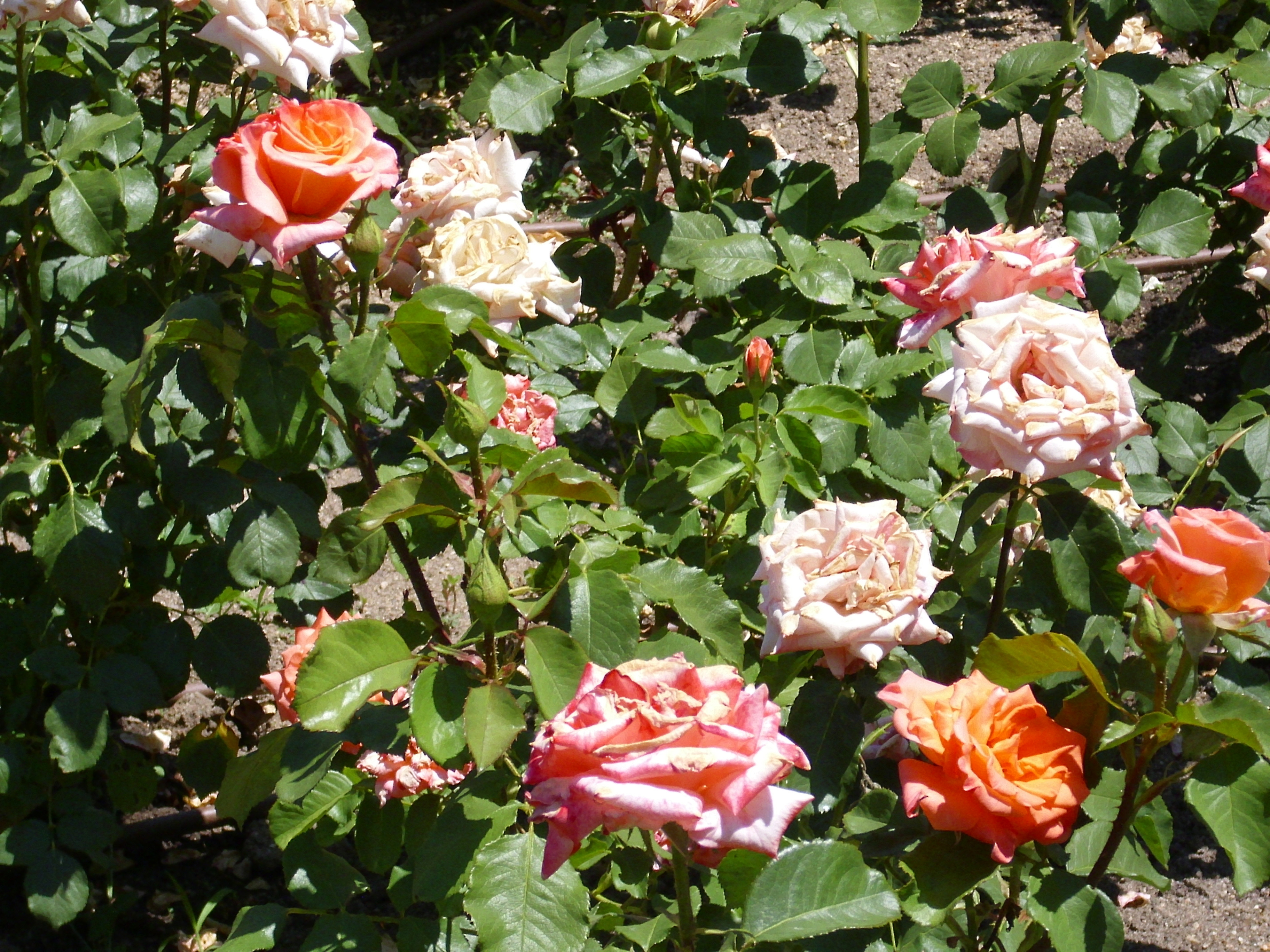
Rosa 'María Eulalia Miró' Viveros F. Ferrer 2003.
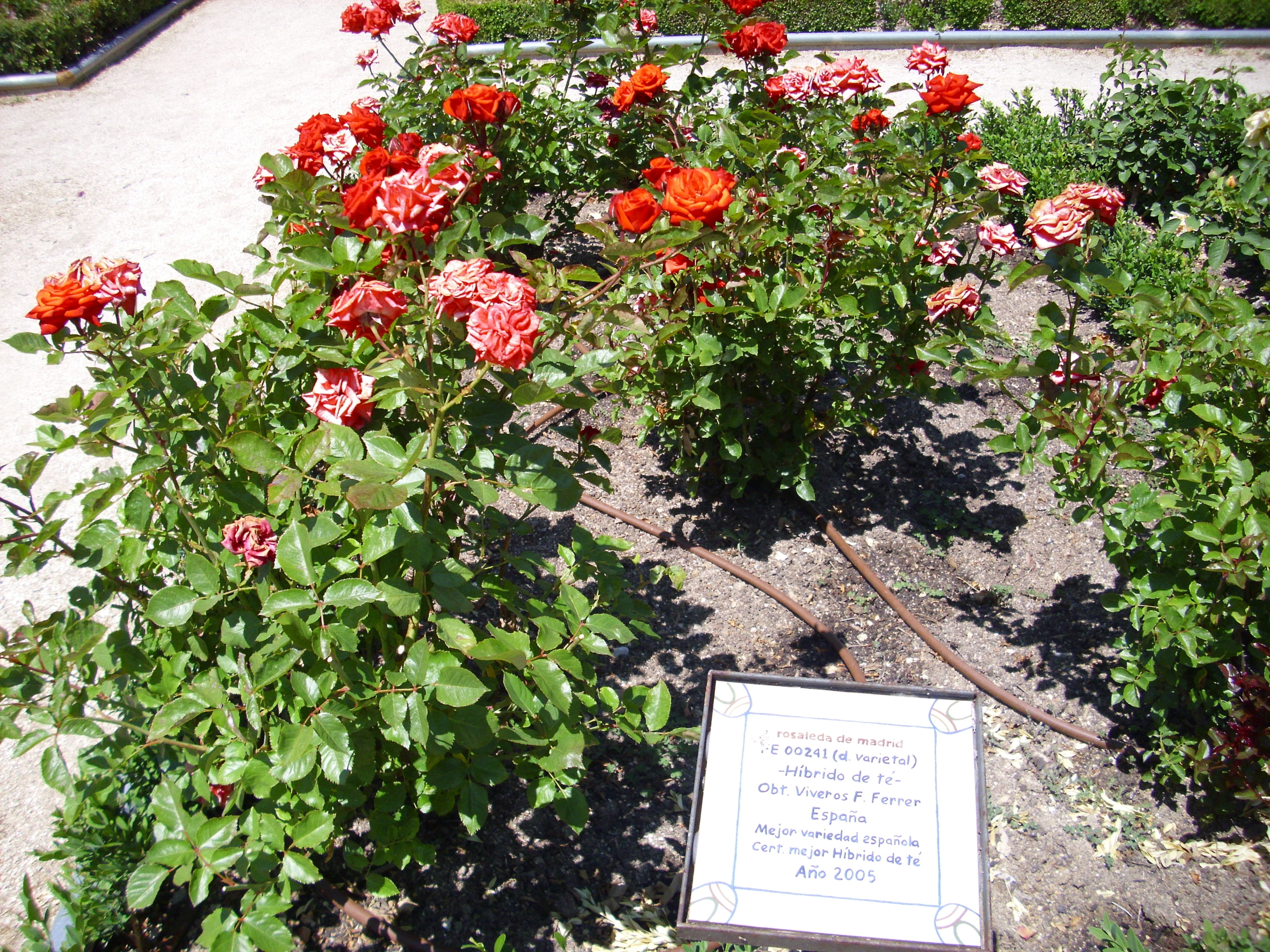
Rosa 'FE00241' Viveros F. Ferrer 2005.
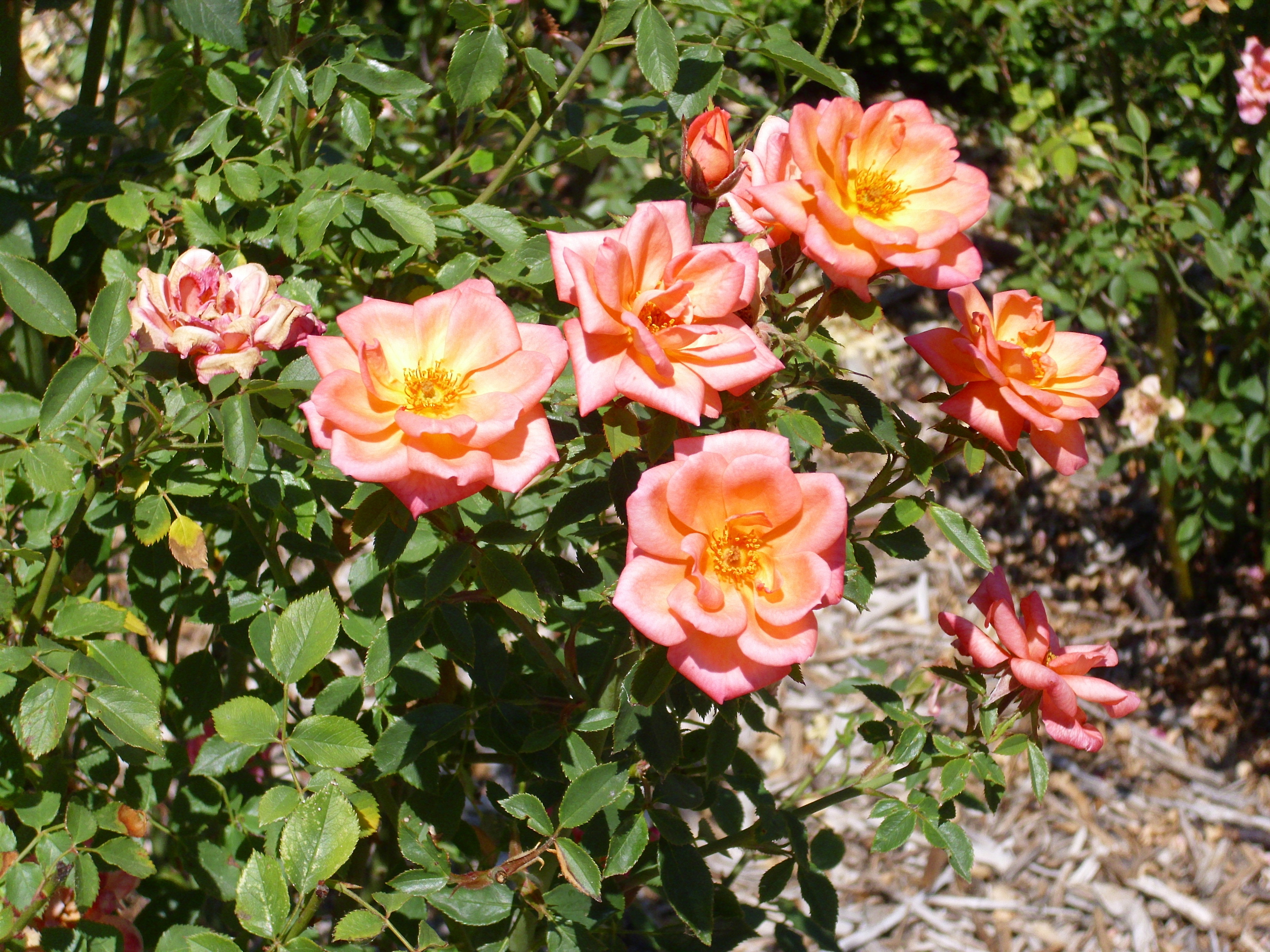
Rosa 'FElfut' Viveros F. Ferrer 2007.
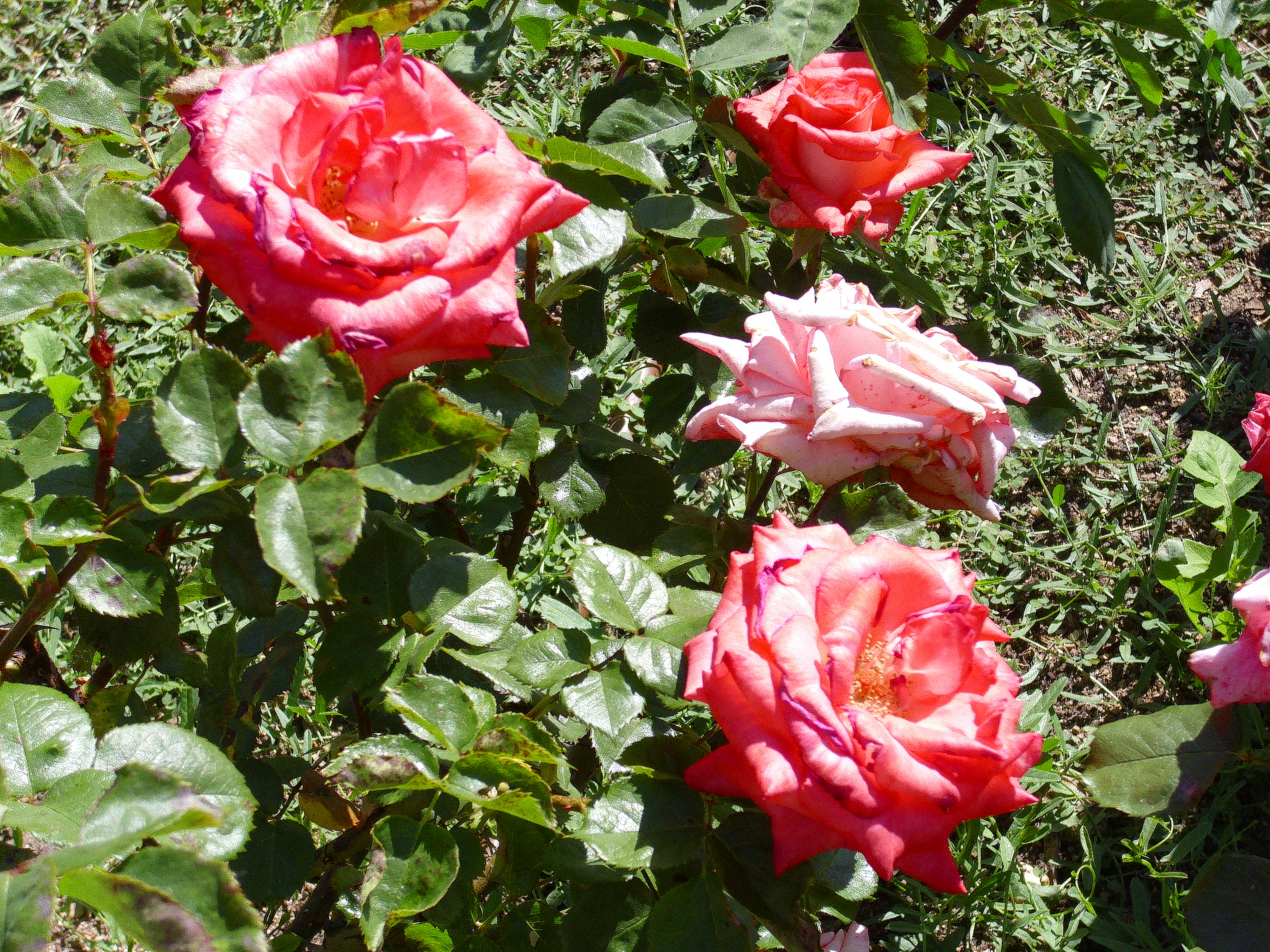
Rosa 'FEusa' Viveros F. Ferrer 2010.
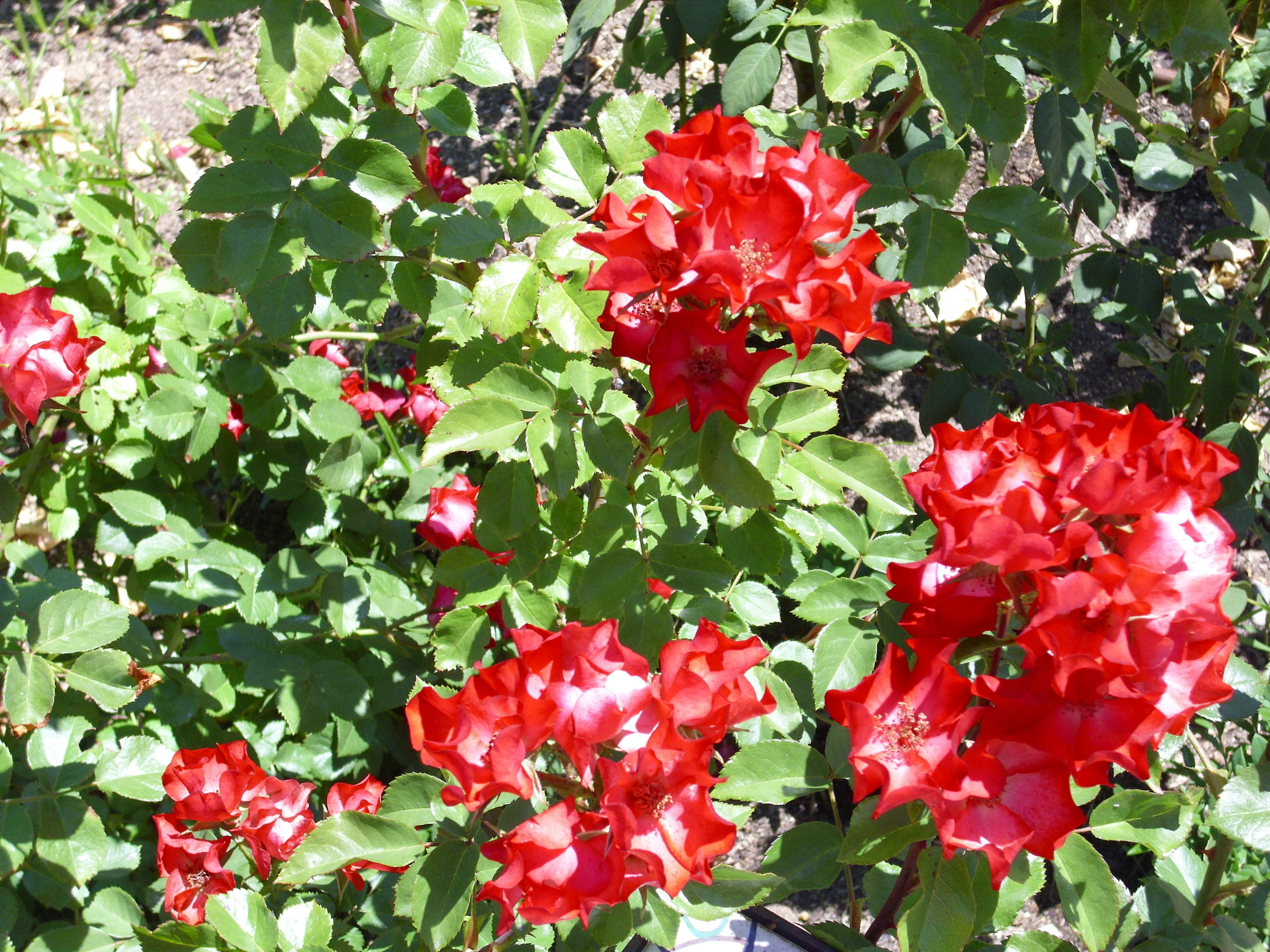
Rosa 'FEporra' Viveros F. Ferrer 2011.
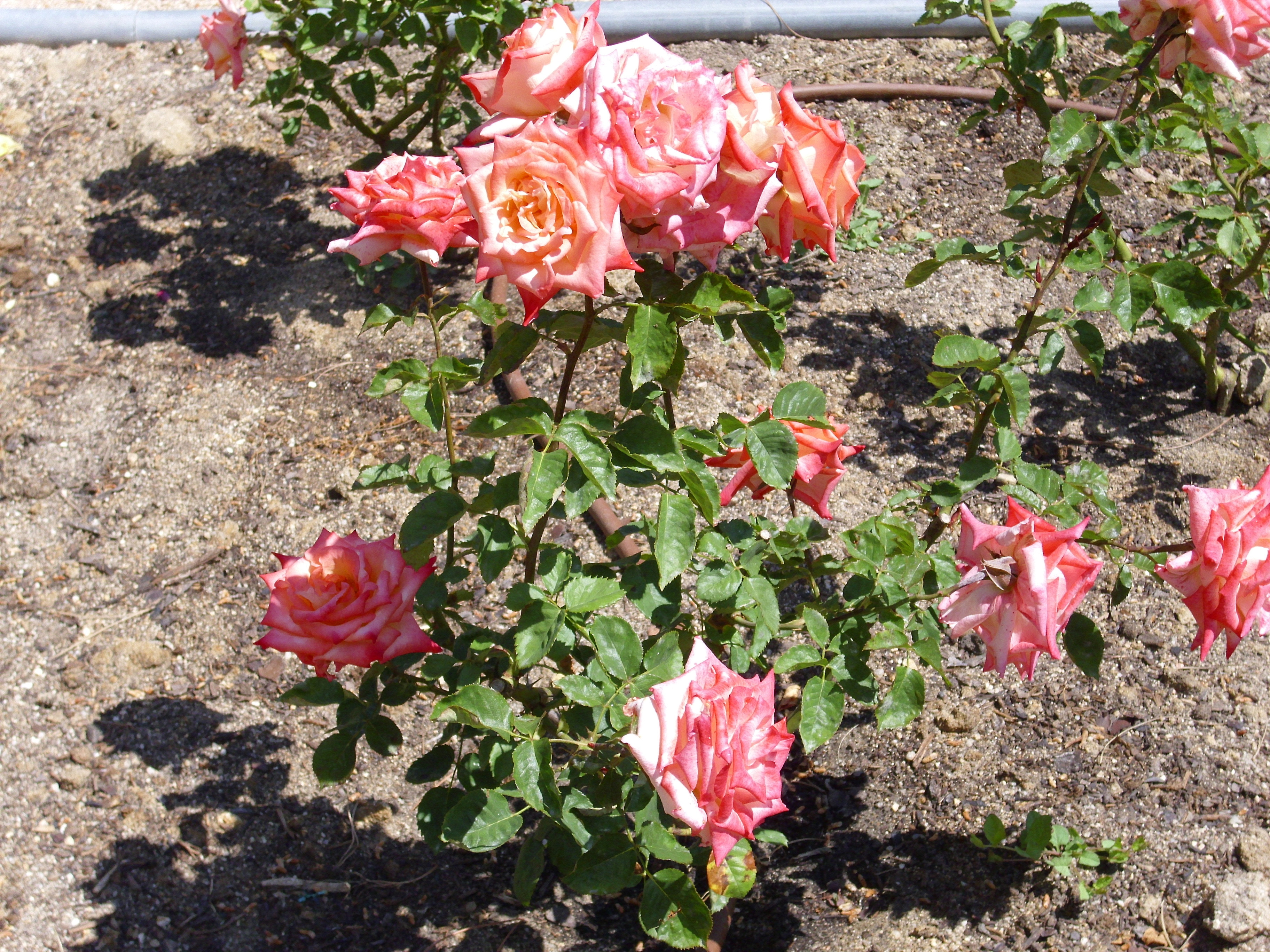
Rosa 'FEpoc' Viveros F. Ferrer 2013.